# John DeRoss
John J. DeRoss, detto Jackie o Jackie Zambooka (Brooklyn, 17 luglio 1937), è un mafioso statunitense, ex sottocapo della famiglia Colombo.

## Biografia
John DeRoss è il padre dei mafiosi della famiglia Colombo Jack J. DeRoss e Jamie T. DeRoss. È inoltre zio di Carmine "Skippy" DeRoss e di Alphonse Persico, il che lo rende cognato di Carmine Persico.

## Carriera criminale

### Racket sindacale
Dopo il tentato omicidio del boss Joseph "Joe" Colombo nel 1971, Carmine Persico assunse la guida della famiglia come boss e promosse DeRoss al rango di caporegime. Durante gli anni '70, DeRoss sviluppò diverse attività criminali, tra cui racket, usura, riciclaggio di denaro, estorsione e traffico di droga. Nel 1983 fu istituita a New York la Sezione Locale 100 del Sindacato Internazionale degli impiegati di hotel e ristoranti (Hotel and Restaurant Employees International Union). Poco dopo, la famiglia Colombo manovrò il sindacato per far eleggere DeRoss presidente della sezione. Per i successivi quindici anni, DeRoss sfruttò la sua posizione per estorcere denaro alle imprese che avevano rapporti con il sindacato.

### Arresto e condanna
A metà degli anni '80, le autorità statunitensi iniziarono a considerare DeRoss il sottocapo operativo al servizio di Carmine Persico, mentre molti membri della famiglia Colombo vennero processati e incarcerati. Nell’ottobre 1984, DeRoss e Persico furono incriminati per reati di racket legati a diversi ristoranti e imprese edili. DeRoss fu condannato a 12 anni di carcere.

## La guerra dei Colombo

### Scarcerazione e promozione
Verso la metà degli anni '90, mentre John DeRoss si avvicinava alla scarcerazione, la famiglia Colombo era coinvolta in una violenta lotta interna per il controllo della leadership. Il boss ad interim Victor Orena cercò di assumere il potere assoluto, sfidando l’autorità di Carmine Persico. Lo scontro tra le due fazioni degenerò in una vera e propria guerra mafiosa nei primi anni ’90. La fazione fedele a Persico prevalse nel 1993.
Con metà dell’organizzazione sotto processo, DeRoss fu rilasciato alla fine degli anni '90, ma venne immediatamente arrestato e nuovamente perseguito per reati di racket e usura. Tuttavia, fu assolto per mancanza di prove. Intanto, il suo ex collaboratore sindacale Chickie Amodeo era stato bandito da ogni contatto con il sindacato e incarcerato di nuovo nel 1994.
Al momento della scarcerazione di DeRoss, molti membri della famiglia Colombo furono puniti da Persico con la prigione o la retrocessione per aver sostenuto Orena nel tentativo fallito di usurpazione del potere. Già nel 1990, DeRoss era stato promosso al grado di sottocapo della famiglia Colombo e nel 1999 fu scelto come braccio destro da Alphonse Persico, figlio di Carmine e allora boss ad interim della famiglia.

### La vendetta di Alphonse Persico
Dopo essere diventato boss ad interim nel 1999, Alphonse Persico diede il via a una serie di vendette contro gli ex sostenitori di Victor Orena, che anni prima avevano tentato di estromettere suo padre Carmine dal comando della famiglia Colombo. Tra questi vi era William "Wild Bill" Cutolo. Persico e John DeRoss convocarono Cutolo a un incontro, dopo il quale quest’ultimo scomparve senza lasciare traccia. DeRoss riferì alla moglie di Cutolo che il marito poteva essersi trasferito in Italia.
Sempre nel 1999, DeRoss e Persico ordinarono l’omicidio di Joseph "Joe Campy" Campanella, membro della banda di Cutolo. Diversi uomini fedeli ai Persico tesero un’imboscata a Campanella e gli spararono, ma egli sopravvisse all'attentato e successivamente decise di collaborare con le autorità diventando un informatore del governo.

## Arresti e condanne
Nel 2000, sia Alphonse Persico che John DeRoss furono incriminati per usura e associazione a delinquere, ma solo Persico fu condannato. DeRoss fu nuovamente assolto e continuò a gestire le attività criminali della famiglia Colombo, nonostante la condanna del suo superiore.
Il 19 dicembre 2001, il governo federale accusò DeRoss e altri quattro imputati di una lunga serie di reati: associazione a delinquere di stampo mafioso (racketeering), cospirazione per commettere racket, usura, riciclaggio di denaro, traffico di marijuana, estorsione, appropriazione indebita e frode postale. Il 7 febbraio 2002, DeRoss fu riconosciuto colpevole.
Il 22 maggio 2003, lo Stato del New Jersey lo bandì ufficialmente da tutti i casinò statali, in quanto ormai riconosciuto come sottocapo ufficiale della famiglia Colombo. In quel periodo, DeRoss operava tra Newark, Brooklyn e Queens.
Il 13 ottobre 2004, DeRoss si dichiarò colpevole di un capo d’accusa per racket sindacale, per aver organizzato un impiego fittizio (no-show job) per il figlio di Joel Cacace. Il giudice lo condannò a quattro anni di carcere.

### Processo con Persico
Nel 2004, mentre erano entrambi detenuti, John DeRoss e Alphonse Persico furono processati per l'omicidio di William "Wild Bill" Cutolo, avvenuto nel 1999, e per il tentato omicidio di Joseph Campanella nel 1991. Durante il processo, l'ex rivale di DeRoss, John "Sonny" Franzese, assunse il ruolo di sottocapo della famiglia Colombo. Nel novembre 2006, il processo si concluse con una giuria bloccata, senza verdetto definitivo.
Il governo decise quindi di ripetere il processo, questa volta con le testimonianze chiave di Campanella e della vedova di Cutolo. Il 28 dicembre 2007, DeRoss e Persico furono entrambi riconosciuti colpevoli dell’omicidio di Cutolo e condannati all’ergastolo.
Nel ottobre 2008, l'FBI ritrovò il corpo di Cutolo in un campo a Farmingdale, Long Island (New York).
DeRoss è attualmente detenuto nel penitenziario di massima sicurezza USP McCreary, situato a Pine Knot, nel Kentucky.